# Varvara, Pazardjik
Varvara (în bulgară Варвара) este un sat în comuna Septemvri, regiunea Pazardjik,  Bulgaria. 

## Demografie
Componența etnică a satului Varvara
     Bulgari (96,99%)
     Romi (1,5%)
     Nicio identificare (1,26%)
     Altele (0,24%)
La recensământul din 2011, populația satului Varvara era de 2.061 locuitori. Din punct de vedere etnic, majoritatea locuitorilor (96,99%) erau bulgari, cu o minoritate de romi (1,5%). Pentru 1,26% din locuitori nu este cunoscută apartenența etnică.